# 寧靜革命
寧靜革命是指中華民國政府在臺灣於1990年起的一連串政治改革及民主化運動，由時任中華民國總統兼中國國民黨主席李登輝所主導。這場運動並沒有發生流血衝突、革命顛覆、外國入侵或是軍事政變，而是透過修改憲法以及國會改革來進行，因而得「寧靜」之名，前後歷經了約二十年。
該改革是在於1949年中華民國政府遷臺以後由中國國民黨長期執政實施威權統治的背景之下進行。以蔣經國政府時代的1987年解除臺灣省戒嚴令為肇始，接續執政的李登輝政府施行民主轉型，先後主要進行了終止動員戡亂、制訂中華民國憲法增修條文、中華民國國會在臺灣之全面選舉與罷免、凍結中華民國刑法第一百條、實施直轄市及省行政首長民選，並且實施中華民國總統及副總統在臺灣之公民直接選舉與罷免。此外，後續還施行臺灣省政府功能業務與組織調整以及廢止中華民國國民大會。
一般認為，寧靜革命在1996年中華民國總統選舉及2000年中華民國總統選舉後確認成功。
在此期間，中華民國的思想、結社自由、新聞和學術等政治束縛一一解放，自由、人權也受到保障。身為該運動主導者的李登輝也被美國《新聞週刊》稱為「民主先生」。但反對者稱，李登輝聯合臺灣地方派系以主流與非主流之爭，將李登輝冠上「黑金教父」之名。